# Heliconia titanum
Heliconia titanum är en enhjärtbladig växtart som beskrevs av Walter John Emil Kress och Julio Betancur. Heliconia titanum ingår i släktet Heliconia och familjen Heliconiaceae. Inga underarter finns listade.